# 陈毅杯业余围棋公开赛
陈毅杯业余围棋公开赛，由中国棋院和上海市应昌期围棋教育基金会主办，应氏网(申城围棋对弈平台)、弈城网和新浪网协办。

## 历届陈毅杯冠亚军
| 届 | 年份   | 冠军   | 亚军   |
| -- | ------ | ------ | ------ |
| 1  | 2011年 | 王琛   | 胡煜清 |
| 2  | 2012年 | 白宝祥 | 钱留儒 |
| 3  | 2013年 | 胡煜清 | 唐崇哲 |
| 4  | 2014年 | 马天放 | 胡煜清 |
| 5  | 2015年 | 曹汝旭 | 黄明宇 |
| 6  | 2016年 | 陈翰祺 | 王琛   |
| 7  | 2017年 | 王琛   | 白宝祥 |
| 8  | 2018年 | 白宝祥 | 李昊潼 |
| 9  | 2019年 | 唐崇哲 | 马天放 |
| 10 | 2021年 | 马天放 | 隋泽翔 |
| 11 | 2022年 | 杨宽   | 潘文君 |
| 12 | 2023年 | 马天放 | 王君量 |
| 13 | 2024年 | 陈扬   | 马天放 |

## 第一届
比赛时间：2011年7-10月

### 网络预选
2011年7-8月，应氏围棋网、新浪围棋、弈城围棋，选拔15名。

### 本赛阶段(64强)
2011年8月23-26日，上海上海应氏大厦
1. 各省、自治区、直辖市，中华台北、香港、澳门地区体育主管部门分别可报1名棋手，共34名。(按照身份证或户口本签发单位所在地区报名。)
2. 晚报杯前4名、黄河杯前4名，共7人（有一人重复）。
3. 应氏杯全国少年儿童赛男子少年组前3名、应氏杯大学生比赛男子组前2名，女子组冠军。
4. 主办单位特别推荐的选手2名。
5. 网络选拔出线者。

### 决赛阶段(8强)
2011年10月23-26日，上海上海应氏大厦
- 冠军：王琛 奖金12万元
- 亚军：胡煜清 奖金4万元
- 季军：董明 奖金2万元
- 第四：马逸超
- 第五：马天放 卢宁 唐崇哲 并列
- 第八：郑宇航

### 中国围棋年度大奖

#### 候选人
- 最佳棋手奖：世界冠军常昊九段、孔杰九段和古力九段[2]
- 新锐棋手奖：朴文垚九段、陈耀烨九段和周睿羊五段

## 参赛资格
具有中国国籍，拥有中国业余5段证书。

## 比赛奖励
1. 比赛录取前八名给予奖励：第一名奖金12万元，第二名4万元，第3名2万元，第4、5、6名各1万元，第7、8名各5000元。
2. 比赛第一名可申报职业初段(申报期限为夺冠之日起的一年内)。第2名可申报业余7段(可顺延到前3)，第3名—5名可申报业余6段(可顺延到前8)。